# Anton Ellner
Anton Ellner, češki rimskokatoliški duhovnik v Trstu in Istri, * 30. julij 1867, Belidla, Olomouc, Češka, † 16. december 1937, Trst.
Osnovno šolo in gimnazijo je končal v Olomucu, bogoslovje pa v Gorici in bil 2. julija 1890 v Trstu posvečen. Deloval je v Trstu in Istri. Bil je škofov kaplan in škofijski kancler, potem župnijski upravitelj in učitelj v Pazinu in Žminju. Župnikoval je v Veprinacu, Kastavu in Kršanu.  V Trstu je bil eno leto ravnatelj škofijskega dijaškega zavoda, nato je delal v upravnem uradu škofije, bil sodnik cerkvenega sodišča ter nazadnje služboval kot katehet na državni realki v Trstu. Prejel je več cerkvenih odlikovanj; postal je papeški tajni komornik ter častni konzistoralni svetnik. Ellner je bil eden redkih čeških duhovnikov, kateremu je bilo po 1. svetovni vojni priznano italijansko državljanstvo ter se mu ni bilo treba vrniti v staro domovino.